# Kormoraninsel

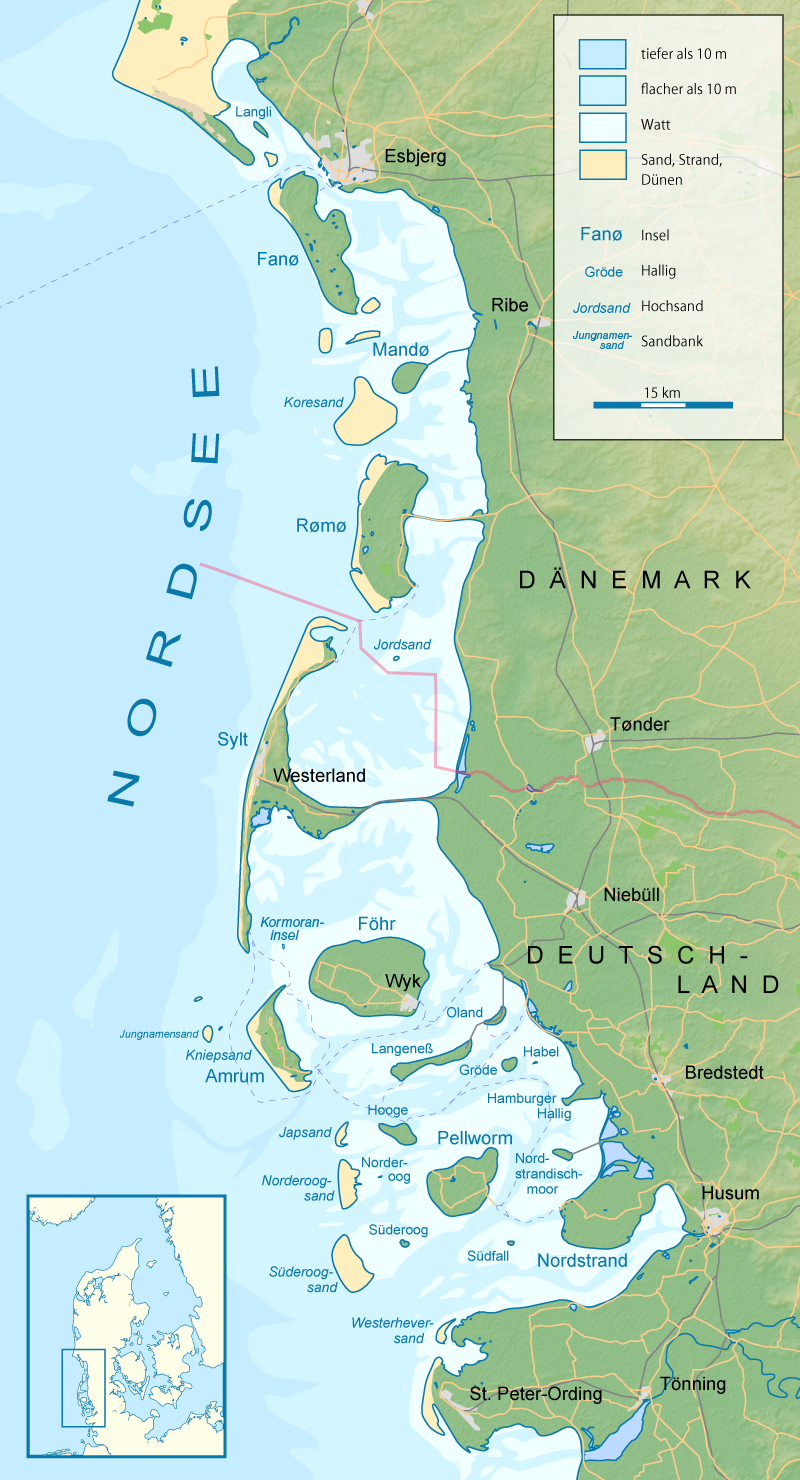
Die Kormoraninsel zwischen der Insel Föhr und der Südspitze der Insel Sylt

Die Kormoraninsel ist ein Hochsand im Wattenmeer der Deutschen Bucht. Er liegt jeweils etwa 3,5 Kilometer entfernt von den schleswig-holsteinischen Inseln Sylt, Föhr und Amrum. Im Jahr 2000 wurde er erstmals auf Seekarten verzeichnet.

## Name
Die Kormoraninsel wurde vermutlich von Teilnehmern einer Vermessungsfahrt benannt.

## Geographie
Die Kormoraninsel liegt östlich von Hörnum-Odde, westnordwestlich von Dunsum und nördlich der Amrumer Odde. Die umgebende Sandbank ist als Liinsand bekannt. Der etwa sichelförmige, rund 500 Meter lange Hochsand wird von Seehunden und zahlreichen Seevögeln genutzt. Eine Annäherung ist im Rahmen einer geführten Wattwanderung von Föhr und von Amrum möglich. Von Hörnum-Odde dagegen ist der Hochsand durch das 23 Meter tiefe Hörnumtief getrennt.

## Geschichte
Die Kormoraninsel wuchs durch Anspülung von Sand nach 2000 an. Quellen des Sandes – an der Körnergröße erkennbar – sind vor allem die Sandvorspülungen vor Sylt und die Sandbänke westlich der Kormoraninsel, darunter der Jungnamensand. Von 2016 bis 2017 verlor der Hochsand etwa die Hälfte seiner Fläche.